# Campeonato Mineiro de Voleibol Masculino de 2024
O Campeonato Mineiro de Voleibol Masculino de 2024, por questões de patrocinador, também chamado de Campeonato Mineiro Codemge Vôlei 2024, foi a 56.ª edição desta competição anual organizada pela Federação Mineira de Vôlei (FMV). O torneio teve início no dia 2 de setembro e estendeu-se até o dia 10 de outubro, contando com a participação de 6 clubes.
O Sada Cruzeiro conquistou seu décimo sexto título, o décimo quinto consecutivamente, ao vencer na final o Itambé/Minas. Completando o pódio o estreante Praia Clube derrotou o JF Vôlei na disputa pelo bronze.

## Equipes participantes
As seguintes equipes competiram o Campeonato Mineiro de 2024:
| Equipe                        | Cidade         | Última participação |
| ----------------------------- | -------------- | ------------------- |
| Praia Clube                   | Uberlândia     | 2023                |
| Azulim Gabarito/Monte Carmelo | Uberlândia     | 2023                |
| Itambé/Minas                  | Belo Horizonte | 2023                |
| JF Vôlei                      | Juiz de Fora   | 2023                |
| Montes Claros/América Vôlei   | Montes Claros  | 2023                |
| Sada Cruzeiro Vôlei           | Contagem       | 2023                |

## Regulamento
As seis equipes se enfrentaram em turno e returno, no sistema de pontos corridos. Ao término da fase classificatória, os quatro primeiros colocados avançaram para as semifinais, se enfrentando em cruzamento olímpico (primeiro contra o quarto e segundo contra o terceiro). A fase final iniciou-se no dia 20 de outubro e as partidas foram realizadas na sede indicada pelo time com melhor campanha na fase classificatória.
A disputa pelo terceiro lugar e a final ocorrerão em outubro, na mesma sede onde as semifinais foram disputadas.

### Critérios de desempate
1. Número de vitórias
2. Número de pontos
3. Sets average
4. Pontos average

Partidas terminadas em 3–0 ou 3–1: 3 pontos para o vencedor, 0 pontos para o perdedor;

Partidas terminadas em 3–2: 2 pontos para o vencedor, 1 ponto para o perdedor.

## Fase classificatória

### Classificação
|  | Classificado para as semifinais |

|     |                               |     | Jogos | Jogos | Jogos | Resultados | Resultados | Resultados | Resultados | Resultados | Resultados | Sets | Sets | Sets  | Pontos | Pontos | Pontos |
| Pos | Equipe                        | Pts | T     | V     | D     | 3–0        | 3–1        | 3–2        | 2–3        | 1–3        | 0–3        | V    | P    | R     | V      | P      | R      |
| --- | ----------------------------- | --- | ----- | ----- | ----- | ---------- | ---------- | ---------- | ---------- | ---------- | ---------- | ---- | ---- | ----- | ------ | ------ | ------ |
| 1   | Itambé/Minas                  | 27  | 10    | 9     | 1     | 6          | 3          | 0          | 0          | 1          | 0          | 28   | 6    | 4.667 | 823    | 741    | 1.111  |
| 2   | Sada Cruzeiro Vôlei           | 26  | 10    | 9     | 1     | 6          | 2          | 1          | 0          | 1          | 0          | 28   | 7    | 4,000 | 848    | 683    | 1.242  |
| 3   | Praia Clube                   | 16  | 10    | 6     | 4     | 1          | 3          | 2          | 0          | 0          | 4          | 18   | 19   | 0.947 | 825    | 806    | 1.024  |
| 4   | JF Vôlei                      | 12  | 10    | 4     | 6     | 0          | 2          | 2          | 2          | 1          | 3          | 17   | 24   | 0.708 | 865    | 900    | 0.961  |
| 5   | Montes Claros/América Vôlei   | 6   | 10    | 1     | 9     | 1          | 0          | 0          | 3          | 2          | 4          | 11   | 27   | 0.407 | 765    | 875    | 0.874  |
| 6   | Azulim Gabarito/Monte Carmelo | 3   | 10    | 1     | 9     | 0          | 0          | 1          | 1          | 5          | 3          | 10   | 29   | 0.345 | 815    | 936    | 0.871  |

### Resultados
| Data   | Hora  |                               | Placar |                               | Set 1 | Set 2 | Set 3 | Set 4 | Set 5 | Total   | Relatório |
| ------ | ----- | ----------------------------- | ------ | ----------------------------- | ----- | ----- | ----- | ----- | ----- | ------- | --------- |
| 30 ago | 19:30 | Azulim Gabarito/Monte Carmelo | 1–3    | Praia Clube                   | 17–25 | 23–25 | 25–22 | 12–25 |       | 77–97   | Relatório |
| 30 ago | 20:40 | JF Vôlei                      | 2–3    | Sada Cruzeiro Vôlei           | 22–25 | 19–25 | 28–26 | 25–21 | 11–15 | 105–112 | Relatório |
| 31 ago | 20:00 | JF Vôlei                      | 0–3    | Itambé/Minas                  | 20–25 | 22–25 | 22–25 |       |       | 64–75   | Relatório |
| 2 set  | 19:30 | Praia Clube                   | 3–0    | Montes Claros/América Vôlei   | 25–21 | 25–17 | 25–15 |       |       | 75–53   | Relatório |
| 3 set  | 19:30 | Azulim Gabarito/Monte Carmelo | 3–2    | Montes Claros/América Vôlei   | 25–20 | 22–25 | 22–25 | 25–23 | 15–8  | 109–101 | Relatório |
| 6 set  | 20:40 | Sada Cruzeiro Vôlei           | 3–0    | Montes Claros/América Vôlei   | 25–15 | 25–17 | 25–13 |       |       | 75–45   | Relatório |
| 7 set  | 16:00 | Praia Clube                   | 0–3    | Itambé/Minas                  | 22–25 | 21–25 | 22–25 |       |       | 65–75   | Relatório |
| 8 set  | 18:00 | JF Vôlei                      | 3–1    | Montes Claros/América Vôlei   | 25–20 | 18–25 | 25–16 | 25–18 |       | 93–79   | Relatório |
| 8 set  | 20:00 | Azulim Gabarito/Monte Carmelo | 0–3    | Itambé/Minas                  | 20–25 | 23–25 | 22–25 |       |       | 65–75   | Relatório |
| 12 set | 19:30 | Praia Clube                   | 0–3    | Sada Cruzeiro Vôlei           | 18–25 | 14–25 | 19–25 |       |       | 51–75   | Relatório |
| 13 set | 19:30 | Azulim Gabarito/Monte Carmelo | 0–3    | Sada Cruzeiro Vôlei           | 13–25 | 21–25 | 19–25 |       |       | 53–75   | Relatório |
| 13 set | 20:40 | Montes Claros/América Vôlei   | 1–3    | Itambé/Minas                  | 20–25 | 25–18 | 16–25 | 18–25 |       | 79–93   | Relatório |
| 14 set | 16:00 | Itambé/Minas                  | 3–0    | Montes Claros/América Vôlei   | 25–23 | 29–27 | 25–22 |       |       | 79–72   | Relatório |
| 17 set | 20:00 | JF Vôlei                      | 2–3    | Praia Clube                   | 25–18 | 19–25 | 25–21 | 19–25 | 7–15  | 95–104  | Relatório |
| 18 set | 19:30 | Itambé/Minas                  | 3–1    | Sada Cruzeiro Vôlei           | 16–25 | 26–24 | 25–21 | 25–19 |       | 92–89   | Relatório |
| 20 set | 19:30 | Azulim Gabarito/Monte Carmelo | 2–3    | JF Vôlei                      | 20–25 | 25–22 | 20–25 | 25–22 | 13–15 | 103–109 | Relatório |
| 20 set | 20:40 | Montes Claros/América Vôlei   | 0–3    | Sada Cruzeiro Vôlei           | 22–25 | 20–25 | 20–25 |       |       | 62–75   | Relatório |
| 21 set | 18:00 | Praia Clube                   | 3–1    | JF Vôlei                      | 19–25 | 25–21 | 25–21 | 25–17 |       | 94–84   | Relatório |
| 23 set | 19:30 | Itambé/Minas                  | 3–1    | Azulim Gabarito/Monte Carmelo | 25–27 | 25–19 | 26–24 | 25–18 |       | 101–88  | Relatório |
| 24 set | 19:30 | Montes Claros/América Vôlei   | 2–3    | Praia Clube                   | 18–25 | 25–23 | 22–25 | 25–19 | 10–15 | 100–107 | Relatório |
| 25 set | 20:00 | Sada Cruzeiro Vôlei           | 3–1    | Azulim Gabarito/Monte Carmelo | 25–18 | 25–25 | 25–20 | 25–17 |       | 100–80  | Relatório |
| 27 set | 20:00 | JF Vôlei                      | 3–1    | Azulim Gabarito/Monte Carmelo | 25–23 | 25–20 | 23–25 | 25–16 |       | 98–84   | Relatório |
| 27 set | 20:40 | Itambé/Minas                  | 3–0    | Praia Clube                   | 25–18 | 25–23 | 25–22 |       |       | 75–63   | Relatório |
| 28 set | 19:00 | Sada Cruzeiro Vôlei           | 3–0    | Praia Clube                   | 25–19 | 25–22 | 25–23 |       |       | 75–64   | Relatório |
| 30 set | 19:30 | Montes Claros/América Vôlei   | 3–0    | Azulim Gabarito/Monte Carmelo | 25–23 | 25–20 | 25–16 |       |       | 75–59   | Relatório |
| 1 out  | 19:30 | Itambé/Minas                  | 3–0    | JF Vôlei                      | 25–21 | 25–16 | 25–22 |       |       | 75–59   | Relatório |
| 2 out  | 20:00 | Sada Cruzeiro Vôlei           | 3–0    | JF Vôlei                      | 25–15 | 25–14 | 25–19 |       |       | 75–48   | Relatório |
| 4 out  | 19:30 | Montes Claros/América Vôlei   | 2–3    | JF Vôlei                      | 27–25 | 18–25 | 17–25 | 25–20 | 12–15 | 99–110  | Relatório |
| 5 out  | 18:00 | Praia Clube                   | 3–1    | Azulim Gabarito/Monte Carmelo | 27–29 | 25–21 | 25–21 | 28–26 |       | 105–97  | Relatório |
| 5 out  | 20:00 | Sada Cruzeiro Vôlei           | 3–1    | Itambé/Minas                  | 25–21 | 25–20 | 22–25 | 25–17 |       | 97–83   | Relatório |

## Fase final

### Chaveamento
|  | Semifinais            | Semifinais          |                       |   | Final | Final |
|  |                       |                     |                       |   |       |       |
|  | 11 de outubro - 11:00 |                     |                       |   |       |       |
|  |                       |                     |                       |   |       |       |
|  | Itambé/Minas          | 3                   |                       |   |       |       |
|  | Itambé/Minas          | 3                   | 13 de outubro - 11:30 |   |       |       |
|  | JF Vôlei              | 0                   |                       |   |       |       |
|  | JF Vôlei              | 0                   | Itambé/Minas          | 1 |       |       |
|  | 11 de outubro - 13:00 |                     | Itambé/Minas          | 1 |       |       |
|  |                       | Sada Cruzeiro Vôlei | 3                     |   |       |       |
|  | Sada Cruzeiro Vôlei   | Sada Cruzeiro Vôlei | 3                     | 3 |       |       |
|  | Sada Cruzeiro Vôlei   |                     |                       | 3 |       |       |
|  | Praia Clube           | 0                   |                       |   |       |       |
|  | Praia Clube           | 0                   | Terceiro lugar        |   |       |       |
|  |                       |                     |                       |   |       |       |
|  | 13 de outubro - 09:30 |                     |                       |   |       |       |
|  |                       |                     |                       |   |       |       |
|  | JF Vôlei              | 0                   |                       |   |       |       |
|  | JF Vôlei              | 0                   |                       |   |       |       |
|  | Praia Clube           | 0                   |                       |   |       |       |

### Semifinais
| Data   | Hora  |                     | Placar |             | Set 1 | Set 2 | Set 3 | Set 4 | Set 5 | Total | Relatório |
| ------ | ----- | ------------------- | ------ | ----------- | ----- | ----- | ----- | ----- | ----- | ----- | --------- |
| 11 out | 11:00 | Itambé/Minas        | 3–0    | JF Vôlei    | 25–20 | 25–16 | 25–15 |       |       | 75–51 | Relatório |
| 11 out | 13:00 | Sada Cruzeiro Vôlei | 3–0    | Praia Clube | 25–22 | 25–21 | 25–14 |       |       | 75–57 | Relatório |

### Terceiro lugar
| Data   | Hora  |          | Placar |             | Set 1 | Set 2 | Set 3 | Set 4 | Set 5 | Total | Relatório |
| ------ | ----- | -------- | ------ | ----------- | ----- | ----- | ----- | ----- | ----- | ----- | --------- |
| 13 out | 09:30 | JF Vôlei | 0–3    | Praia Clube | 18–25 | 23–25 | 18–25 |       |       | 59–75 | Relatório |

### Final
| Data   | Hora  |              | Placar |                     | Set 1 | Set 2 | Set 3 | Set 4 | Set 5 | Total   | Relatório |
| ------ | ----- | ------------ | ------ | ------------------- | ----- | ----- | ----- | ----- | ----- | ------- | --------- |
| 13 out | 11:30 | Itambé/Minas | 1–3    | Sada Cruzeiro Vôlei | 25–21 | 21–25 | 19–25 | 35–37 |       | 100–108 | Relatório |

## Classificação final
| Posição           | Equipe                        |
| ----------------- | ----------------------------- |
| Medalha de ouro   | Sada Cruzeiro Vôlei           |
| Medalha de prata  | Itambé/Minas                  |
| Medalha de bronze | Praia Clube                   |
| 4                 | JF Vôlei                      |
| 5                 | Montes Claros/América Vôlei   |
| 6                 | Azulim Gabarito/Monte Carmelo |

| Campeonato Mineiro de 2024                |
| ----------------------------------------- |
| Campeão Sada Cruzeiro Vôlei (16.º título) |

| Elenco |
| --- |
| Welinton Oppenkoski, Otávio Pinto, Matheus Brasília, Lucas Saatkamp, Lukinhas, Wallace de Souza, Cledenílson Batista, Rodrigo Leão, Rodrigo Ribeiro, Gabriel Vaccari, Alexandre Elias, Juan Felipe Velasco, Douglas Souza |
| Técnico |
| Filipe Ferraz |